# Emilio Moscoso
Víctor Emilio Moscoso y Cárdenas (21 de abril de 1846-4 de mayo de 1897) fue un sacerdote católico y miembro profeso de los jesuitas ecuatoriano.
Se desempeñó como docente en el colegio COPEM de Riobamba desde 1892 y fue allí donde fue asesinado durante la Revolución Liberal que había comenzado en 1895. Moscoso fue un destacado filósofo y enseñó retórica y gramática a sus estudiantes mientras se desempeñaba como profesor; también se desempeñó como rector de la universidad desde 1893 hasta su asesinato.

## Proceso de beatificación
Las iniciativas para presentar su causa de beatificación comenzaron a fines de la década de 1990 durante las celebraciones del primer centenario de su muerte. 

### Siervo de Dios
La causa se presentó poco después y se tituló como Siervo de Dios. 

### Beatificación

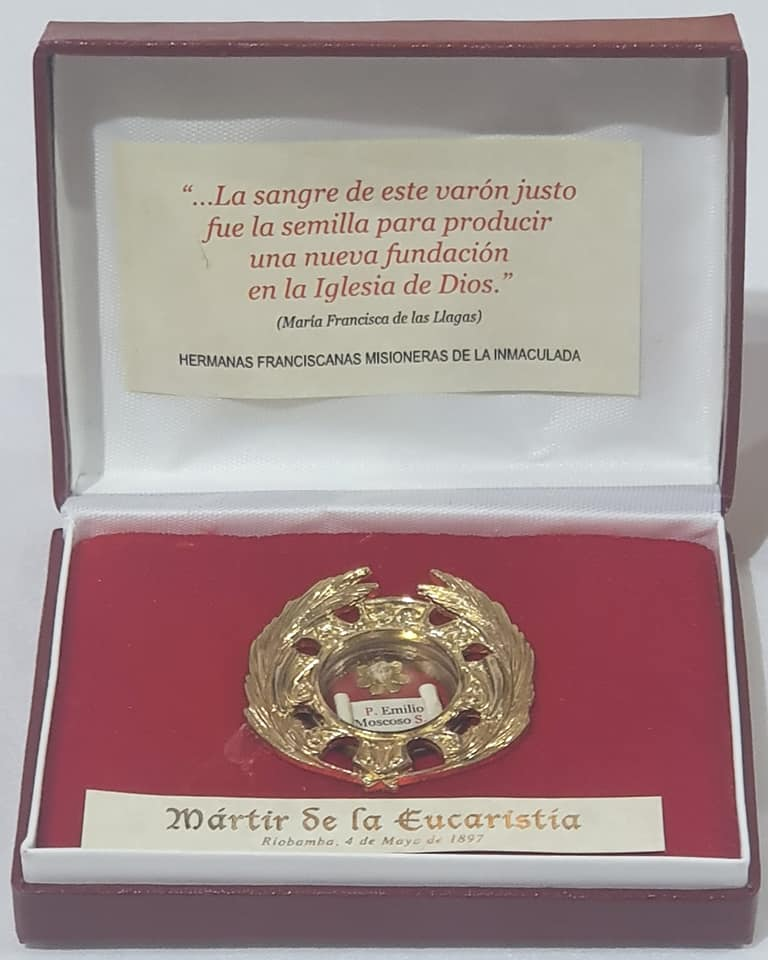
Reliquia de Emilio Moscoso

El Papa Francisco aprobó su beatificación tras confirmar que el sacerdote había sido asesinado "in odium fidei" (por odio a la fe).
La beatificación se celebró en Riobamba el 16 de noviembre de 2019.